# Garaeus signata
Garaeus signata là một loài bướm đêm trong họ Geometridae.